# Satyrus hamadryas
Satyrus hamadryas är en fjärilsart som beskrevs av Franz Dannehl 1927. Satyrus hamadryas ingår i släktet Satyrus och familjen praktfjärilar. Inga underarter finns listade.